# Кристиани, Шарль Жозеф
Шарль Жозеф Кристиани (фр. Charles-Joseph Christiani; 1772—1840) — французский военный деятель, бригадный генерал (1813 год), барон (1810 год), участник революционных и наполеоновских войн. Имя генерала выбито на Триумфальной арке в Париже.

## Биография
В возрасте 18 лет записался добровольцем в Булонский пехотный полк (будущий 81-й полк линейной пехоты). Воевал в Альпах и на Пиренеях, с 1796 года — в Италии. Постепенно повышался в чине. В сражении с войсками Суворова при Треббии раненым попал в плен. Через некоторое время отпущен во Францию.
17 мая 1804 года назначен командиром батальона 11-го полка линейной пехоты. В этой должности прошёл кампанию 1805 года против Австрии, сражался при Ульме и Граце. Затем в составе корпуса Мармона воевал в Далмации и Италии.
5 июня 1809 года получил звание полковника, и возглавил 18-й полк лёгкой пехоты. Отличился в битве при Ваграме.
11 сентября 1809 года был переведён в полк пеших гренадер Императорской гвардии со званием майора гвардии, а через некоторое время стал бароном империи. В 1811—13 годах возглавлял школу подготовки унтер-офицеров Императорской гвардии в Фонтенбло.
18 января 1813 года возглавил полк фузилёров-гренадеров. 1 марта 1813 года был переведён командиром во 2-й полк пеших гренадеров. 30 августа 1813 года произведён в бригадные генералы.
Сражался во главе гвардейской бригады (полки фузилёров и велитов гвардии) при Бар-сюр-Обе и Шато-Тьерри. 12 февраля 1814 года заменил тяжелораненого генерала Мишеля во главе 2-й пехотной дивизии Старой гвардии. Был при Вошане (14 февраля 1814 года), Лаоне (9 — 10 марта 1814 года), Фер-Шампенуазе, Сезанне и Ла-Ферте. Оборонял Париж.
При Реставрации Бурбонов остался в гвардии, но во время Ста Дней поддержал Наполеона. Командовал 2-м полком пеших гренадер в битве при Ватерлоо. 16 сентября 1815 года вышел в отставку. Однако вскоре вернулся в строй, и в 1831 году командовал бригадой в армии, направленной в Бельгию.
Имя генерала Кристиани написано на западной стене Парижской Триумфальной арки. Также именем генерала названа улица в XVIII округе Парижа.

## Воинские звания
- Старший сержант (август 1793 года);
- Младший лейтенант (декабрь 1794 года);
- Капитан (21 декабря 1794 года);
- Командир батальона (17 мая 1804 года);
- Полковник (5 июня 1809 года);
- Майор гвардии (11 сентября 1809 года);
- Бригадный генерал (30 августа 1813 года).

## Титулы
- Барон Кристиани и Империи (фр. baron Christiani et de l'Empire; декрет от 3 декабря 1809 года, патент подтверждён 14 февраля 1810 года в Париже)[3].

## Награды
- Легионер ордена Почётного легиона (14 июня 1804 года)
- Офицер ордена Почётного легиона (7 мая 1811 года)
- Коммандан ордена Почётного легиона (17 мая 1813 года)
- Шевалье военного ордена Святого Людовика (1814 год)
- Великий офицер ордена Почётного легиона (14 июня 1831 года)